# Kauppijärvi (sjö, lat 66,28, long 26,53)
Kauppijärvi är en sjö i Finland. Den ligger i kommunen Rovaniemi i landskapet Lappland, i den norra delen av landet, 700 km norr om huvudstaden Helsingfors. Kauppijärvi ligger 200,1 meter över havet. Arean är 44 hektar och strandlinjen är 3,04 kilometer lång. Sjön  ingår i Kemi älvs huvudavrinningsområde. 